# La Fête de Qingming au bord de la rivière
Pour les articles homonymes, voir Mona Lisa.
La Fête de Qingming au bord de la rivière (chinois traditionnel : 清明上河圖 ; chinois simplifié : 清明上河图 ; pinyin : qīngmíng shànghé tú ; litt. « peinture de Qingming sur la rivière ») est le titre de plusieurs peintures monumentales ; la version d'origine est généralement attribuée à Zhang Zeduan (1085-1145), artiste sous la Dynastie Song. Cette représentation saisit la vie quotidienne des gens de la période Song, dans la capitale de l'époque, Bianjing, aujourd'hui Kaifeng. Le thème célèbre l'esprit festif et l'agitation profane de la fête de Qingming, la fête des morts, plutôt que les aspects rituels comme le balayage des tombes et les prières. Peinte sur un rouleau à main, l'œuvre dévoile le mode de vie de toutes les classes sociales, du plus pauvre jusqu'au plus riche, ainsi que les diverses activités économiques se déroulant tant à la campagne qu'à la ville. Elle donne un aperçu des vêtements et de l'architecture de l'époque. Comme création artistique, elle a été vénérée ainsi que copiée et réinterprétée par des artistes des dynasties ultérieures. Cette peinture est célèbre en raison de la précision géométrique des bateaux, ponts, magasins et scènes représentés. Cette renommée lui a valu l'appellation de « Joconde de Chine ».  
Contrairement à La Joconde acquise par François Ier et depuis propriété de la France, le rouleau de Qingming a été maintes fois vendu et revendu, avant de redevenir propriété de l'État. Il est également réputé sur le plan historique comme étant une des peintures de la collection de la dernière dynastie qui soient restées propriété de l'État en Chine continentale. Cette peinture était une des préférées de l'empereur Puyi, qui l'emporta au Mandchoukouo et empêcha ainsi l'original de la dynastie des Song (24,8 par 528,7 cm) de partir au Musée national du Palais, à Taipei. Il sera racheté en 1945 et se trouve actuellement au musée du Palais à la Cité interdite.   
Dans cette peinture, il y a environ 814 personnes, une soixantaine d’animaux, 28 bateaux, 20 véhicules, plus de 170 arbres et une trentaine de bâtiments.   